# Praelongorthezia olivicola
Praelongorthezia olivicola är en insektsart som först beskrevs av Beingolea 1965.  Praelongorthezia olivicola ingår i släktet Praelongorthezia och familjen vaxsköldlöss. Inga underarter finns listade i Catalogue of Life.